# Es begann im September
Es begann im September (Originaltitel: Autumn in New York) ist ein US-amerikanisches Filmdrama aus dem Jahr 2000. Die Regie führte Joan Chen, das Drehbuch schrieb Allison Burnett. Die Hauptrollen spielten Richard Gere und Winona Ryder.

## Handlung
Der New Yorker Restaurantbesitzer Will Keane lernt die 22-jährige Hutmacherin Charlotte Fielding kennen. Sie feiert in seinem Restaurant Geburtstag, ihre Großmutter ist seit Jahren mit Keane befreundet.
Keane ruft Fielding an und beauftragt sie, einen Hut für seine Begleiterin für eine Gala-Veranstaltung anzufertigen. Fielding soll den fertigen Hut anprobieren, später begleitet sie Keane. Sie und Will werden ein Paar. Nach einigen Tagen sagt Will, die Beziehung habe keine Zukunft. Charlotte bejaht dies und offenbart, sie sei schwer herzkrank und werde spätestens in einem Jahr sterben.
Will bleibt daraufhin bei Charlotte, betrügt sie aber während einer Party mit einer anderen Frau. Charlotte ist zuerst wütend, dann verzeiht sie ihm. Ihre Großmutter erzählt ihr, Charlottes Mutter sei einst in Will verliebt gewesen.
Wills Tochter Lisa, die er seit Jahren nicht mehr gesehen hat, taucht plötzlich auf. Sie ist schwanger, was – wie sie sagt – ihren Sinn für Familiäres wecke. Will tut es sehr leid, nichts unternommen zu haben, um sie früher zu treffen. Als Lisa von Charlottes Krankheit hört, bietet sie ihre Hilfe an, einen Chirurg zu finden, der bereit sei, Charlotte zu operieren.
In Cleveland finden sie schließlich einen gewissen Dr. Grandy, der die Operation durchführen könnte. Charlotte ist zuerst wütend, da sie meint, man solle ihr nicht unnötig Hoffnung machen. Schließlich unterschreibt sie aber doch die Einwilligung für die Operation. Wie sich hinterher herausstellt, wäre Will andernfalls sogar bereit gewesen, die Einwilligung zu fälschen.
Am ersten Weihnachtsfeiertag wird sie jedoch plötzlich ohnmächtig, Dr. Grandy wird von Cleveland aus per Helikopter eingeflogen und operiert Fielding, diese verstirbt aber während der Operation.

## Kritiken
James Berardinelli schrieb auf ReelViews, man habe zahlreiche Möglichkeiten verschwendet, den Film interessanter zu machen. So sei zwar angedeutet, Will würde in Charlotte ihre verstorbene Mutter sehen, dieser Strang sei aber nicht ausreichend ausgearbeitet. Berardinelli schrieb, der Film biete den Zuschauern nur kurze Momente der Zufriedenheit, enttäusche sie aber ansonsten.

## Auszeichnungen
Richard Gere und Winona Ryder wurden im Jahr 2001 für die Goldene Himbeere nominiert.